# .hu

Vlag van Hongarije

.hu is de internettopleveldomeinlandcode van Hongarije. Domeinnamen met de diakritische tekens á, é, í, ó, ö, ő, ú, ü en ű in hun naam kunnen ook geregistreerd worden.